# غريغور دونكان
غريغور دونكان (بالإنجليزية: Gregor Duncan)‏ هو رسام توضيحي أمريكي، ولد في 1910، وتوفي في 1944.